# Шакирьянов, Маганави Шакирьянович
Шакирьянов Маганави Шакирьянович (род. 5 сентября 1930 года) — растениевод. Лауреат Государственной премии СССР (1986).Умер 14марта 2018 г.

## Биография
Шакирьянов Маганави Шакирьянович родился 5 сентября 1930 года в с. Каралачук Дюртюлинского района БАССР.
Место работы: c 1954 по 1991 годы работал в Дюртюлинском районе БАССР — с 1960 бригадиром комплексной бригады колхоза «Асян», с 1965 года — бригадиром колхоза «Уныш».
За высокие результаты, достигнутые в растениеводстве и животноводстве (в 1986 урожайность зерновых культур составила 43 ц/ га, средний удой молока от коровы — 5,5 тыс. кг.) награждён Государственной премией СССР.

## Награды и звания
- Государственная премия СССР (1986)
- Орден Октябрьской Революции (1979)
- Орден Трудового Красного Знамени (1973)